# Sterculia pseudopeltata
Sterculia pseudopeltata är en malvaväxtart som beskrevs av Gottfried Wilhelm Johannes Mildbraed. Sterculia pseudopeltata ingår i släktet Sterculia och familjen malvaväxter. Inga underarter finns listade i Catalogue of Life.